# Bear Stearns
Bear Stearns var en amerikansk investmentbank som sedan mars 2008 ägs av J.P. Morgan Chase.
Under 2007 fick banken stora problem till följd av en nationell kreditkris. Den 14 mars 2008 fick man ett nödlån av Federal Reserve Bank of New York i ett försök att förhindra bankens kollaps. Banken kunde emellertid inte räddas, utan såldes strax efter till J.P. Morgan Chase för tio dollar per aktie, ett pris långt under aktiens börskurs före krisen. Inte alltså som ursprungligt bestämt mellan parterna, 2 dollar per aktie.